# شهرستان الشحر
ناحیهٔ الشحر (به عربی: مدیریة الشحر) یک ناحیه در یمن است که در استان حضرموت واقع شده‌است.
ناحیهٔ الشحر  ۷۳٬۴۸۲ نفر جمعیت دارد.